# Белановское месторождение
Белановское месторождение — месторождение железистых кварцитов в пределах Кременчугского железорудного района. 
Разрабатывается Белановским ГОКом. Запасы сырья составляют 1,7 млрд тонн.

## Название
Месторождение было разведано еще во времена, когда существовало село Беланы. В настоящее время осталась только станция.